# Weehawken Terminal

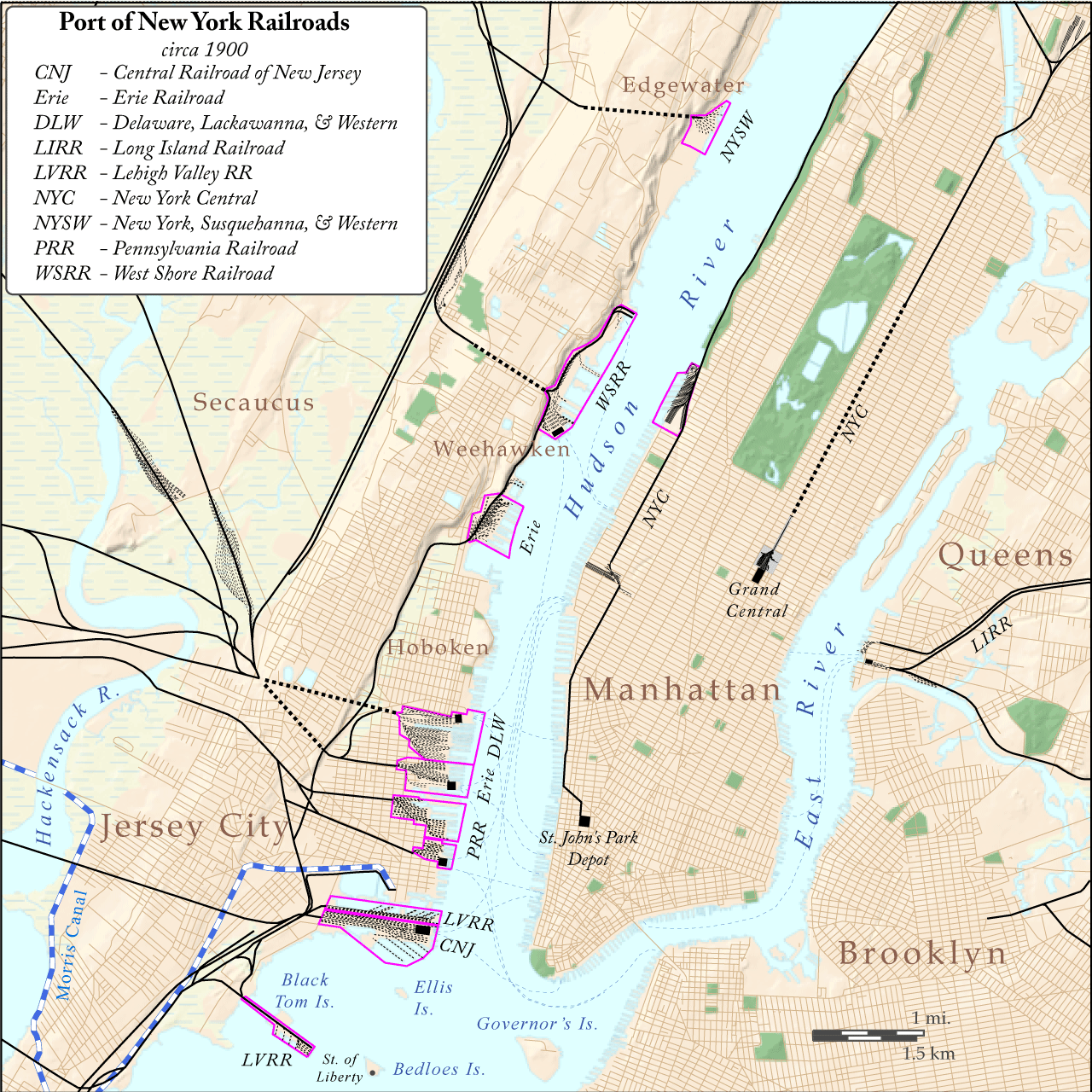
Weehawken Terminal med flera, c:a 1900.

Weehawken Terminal var en terminal i Weehawken, New Jersey för New York Central Railroads West Shore Railroad. Terminalen öppnade 1884 och stängdes 1959. terminalen hade 5 färjelägen, 16 spår, tågpråmanläggning och omfattande bangårdar. Även New York, Ontario and Western Railway använde terminalen.

## Weehawken-färjorna
En licens för en färjeled från Weehawken till Manhattan beviljades först av New Yorks guvernör Richard Coote 1700. Det var från början segel- och roddtrafik som senare blev ersatt av ångbåtstrafik omkring 1840. Färjeleden köptes upp av New Jersey Midland Railway 1871. 25 mars 1959 gick den sista färjan till Weehawken Terminal och den 259 år gamla färjeleden försvann. 

## Järnvägslinjer

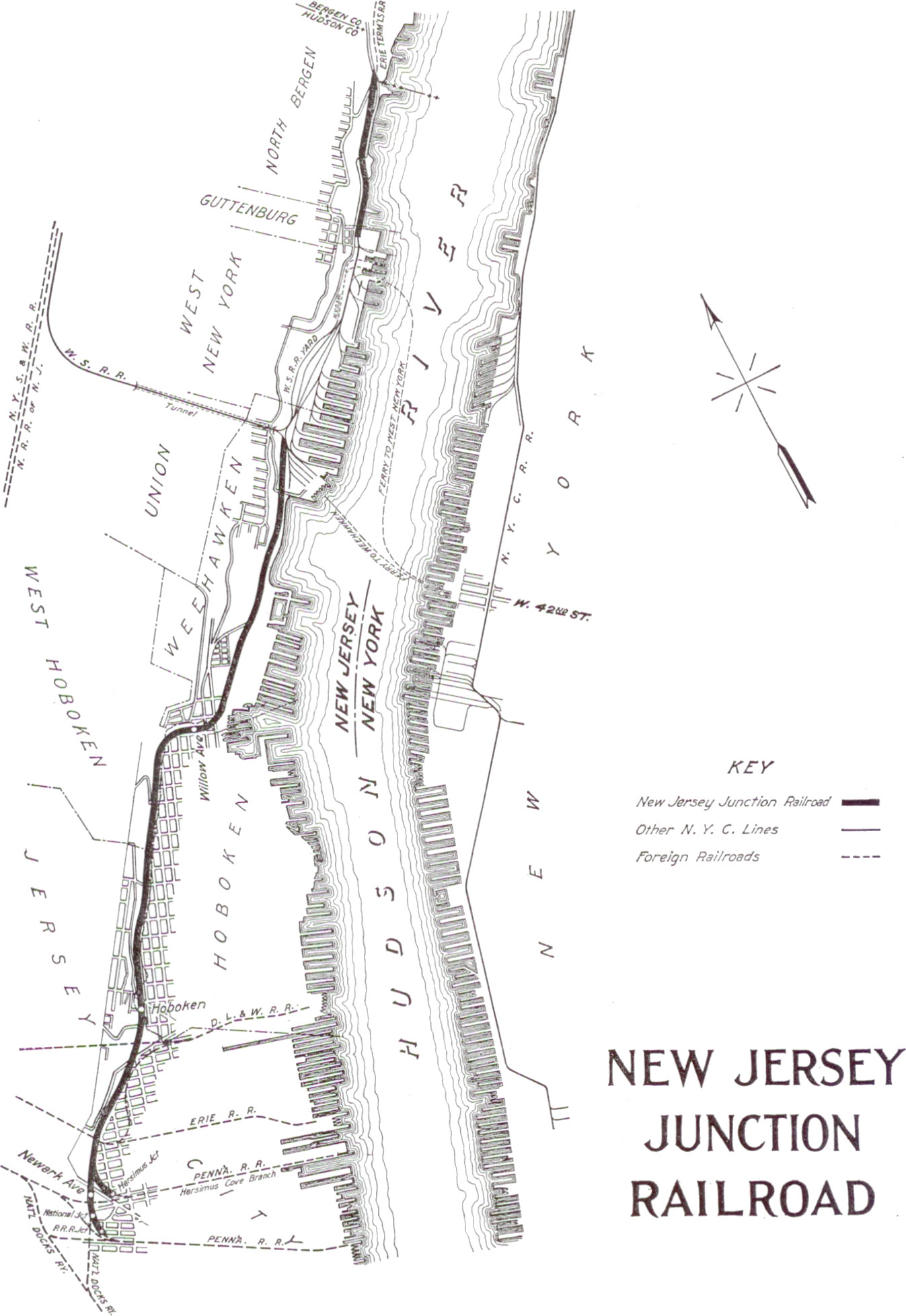

The West Shore Railroad omfattade flera järnvägar. New York Central Railroad köpte New York, West Shore and Buffalo Railway 24 november 1885 och organiserade om deras nyförvärv till West Shore Railroad 5 december. Tågen anlände till terminalen och åkte därifrån under Bergen Hill och genom en tunnel vid Hudson Palisades som hade blivit byggd de föregående åren.

## Spårvagnar
Mellan åren 1892-1949 kördes först spårvagnarna av North Hudson County Railway och senare av Public Service Railway som linje 19 Union City, 21 West New York, 23 Palisade och 25 Weehawken gick längs "Pershing Road" och försörjde en lokal anslutning till Weehawken Terminal.Mall:Förvirrande mening